# Чечипеши
Чечипеши (груз. ჩეჭიფეში) — грузинский аборигенный технический (винный) сорт винограда с белой ягодой,  происходящий из Мегрелии, используемый для производства сухого полусладкого белого вина в Грузии.

## Основные характеристики
Листья средние или меньше средней величины, длиной 14,6 см и шириной 14,5 см; по форме округлые. Черешковая выемка глубоко стрельчатая и равносторонняя, встречается и лировидная, с острым дном. Верхние вырезки открытые и чаще расположены в виде входящего угла; встречаются также вырезки щелевидные, с острым или с заостренным дном. Нижние вырезки очень слабо выражены. Лист трех а реже пятилопастный. Угол оконечной лопасти тупой, реже прямой. Оконечные зубцы лопастей треугольные, с выпуклыми сторонами и острой или округленной вершиной; встречаются также пиловидно-треугольные зубцы, односторонне выпуклые. Вторичные зубцы сходны с оконечными зубцами лопастей. Поверхность листа гладкая или сетчато-морщинистая. По форме плоская, края иногда отогнуты вниз. Пластинка листа покрыта снизу войлочным покровом серого цвета.
Отношение черешка к длине среднего нерва 0,6—0,9; черешок зеленоватого цвета, со следами волосков; у основания переходит в красноватовинный цвет. Плодоносные побеги меньше средней толщины; темнокоричневого цвета. Длина междоузлий достигает 7—12 см. Цветы обоеполые. Появление первых признаков созревания винограда наблюдается со второй половины Августа; массовое созревание наступает в начале октября. Данна ножки грозди 3,5—4,5 см; длина грозди 9—14,5 см; ширина грозди 5—7 см; количество ягод на грозди 45—90 шт. Общая форма грозди цилиндрическо-коническая; гроздь средней плотности, реже рыхлая; ножка грозди с гребнем травянистая и зеленоватого цвета.
Длина ножки ягоды с подушечкой 4—9 мм, сама ножка зеленого цвета. Подушечка бородавчатая и широко-коническая. Ягода светло-янтарного цвета, меньше средней величины или средняя, длиной 11,5—14,5 мм. шириной 10—12 мм. Овальная, посередине широкая, у конца округлая и симметричная. Мякоть довольно сочная и мясистся, с обыкновенным сладким вкусом. Кожица нетолстая. Количество семян в ягоде 1—3 шт., чаще 2. Длина семени 5,5—6 мм, ширина 2,5—3 мм, коричневого цвета. Халаза овальная. Длина клюва достигает 1—1,5 мм.

## Применение
Чечипеши — белый винный сорт, годен и для стола. До появления грибных заболеваний и филлоксеры сорт Чечипеши в массовом виде культивировался в верхних районах Мегрелии, и местные жители использовывали продукцию в основном в свежем виде, а также приготовляли вино и в молодом же возрасте (мачари) потребляли его. Под действием грибных болезней и вредителя филлоксеры, сорт Чечипеши подвергся массовой гибели. Уцелевшие его единичные экземпляры в настоящее время встречаются в верхней Мегрелии.